# Dombeya halapo
Dombeya halapo är en malvaväxtart som beskrevs av Arenes. Dombeya halapo ingår i släktet Dombeya och familjen malvaväxter. Inga underarter finns listade i Catalogue of Life.